# امیکرون: روح سرگردان
امیکرون: روح سرگردان (به انگلیسی: Omikron: The Nomad Soul) یک بازی رایانه‌ای به سبک ماجراجویی است که توسط شرکت فرانسوی کوآنتیک دریم توسعه یافته و آیدوس آن را در سال ۱۹۹۹ برای مایکروسافت ویندوز و سال ۲۰۰۰ برای دریم‌کست منتشر کرده‌است. نسخه پلی‌استیشن و پلی‌استیشن ۲ آن نیز در دست ساخت بود که به دلیل شکست اقتصادی نسخه دریم‌کست ساخت هر دو نسخه کنسل گردید.